# Stefano Grendene
Stefano Grendene (5 de agosto de 2002) es un deportista de Italia que compite en atletismo. Ganó una medalla de plata en el Campeonato Europeo de Atletismo Sub-20 de 2021, en la prueba de 4 × 400 m.